# M4 (spoorwegrijtuig)
De M4-rijtuigen zijn rijtuigen van de NMBS. De M4-rijtuigen, gebouwd in de jaren 1979-1984, zijn er in vijf varianten. Het grootste deel bestaat uit tussenrijtuigen, een deel is voorzien van stuurstand.
Oorspronkelijk waren alle 580 rijtuigen bordeauxrood, maar tussen 1996 en begin 2009 werden ze gemoderniseerd. Nu rijden alle rijtuigen in de new-look-kleurstelling rond (zoals de I11).

## Achtergrond
De rijtuigen M4 zijn vanaf eind jaren 70 aangeschaft teneinde de verouderde rijtuigen series K1, L en M1 te vervangen. Deze rijtuigseries stamden uit de jaren 30 en voldeden economisch, technisch en qua comfort niet meer aan de gestelde eisen. Tijdens de eerste planvorming zouden de afgeschreven rijtuigen bijna één op één worden vervangen. Die zou inhouden dat er ongeveer 1000 nieuwe rijtuigen besteld dienden te worden. Later werd besloten dat er toch meer treinstellen gebouwd dienden te worden in plaats van rijtuigen. Dit leidde onder meer tot de reeks MS80.

## Inzet
Behalve in België, mag een deel van de M4-rijtuigen ook in Frankrijk rijden. Ze zijn te herkennen aan een blauw B-monogram. Ze werden tot 1997 ingezet in de verbindingen naar Rijsel, samen met de locomotief reeks 12, maar sindsdien worden deze treinen door MS96 gereden.
Anno 2024 rijden ze nog slechts vrij frequent enkele IC-verbindingen, en een paar S-verbindingen
- IC-13: Kortrijk - Zottegem - Brussel - Schaarbeek
- IC-06 Brussel - Bergen/Doornik
- IC-18: Luik-Sint-Lambertus - Namen - Brussel-Zuid (- Doornik)
- IC-22: Brussel-Zuid - Mechelen - Antwerpen
- IC-31: Brussel-Zuid - Mechelen - Antwerpen
- ICT Hamont/Neerpelt - Blankenberge (enkel in zomervakanties)

Verder verzorgen ze verreweg de meerderheid van de P-treinen vanuit en naar Schaarbeek / Brussel-Zuid.
De NMBS plande om alle M4-rijtuigen in 2023 uit dienst te stellen. Door vertraagde levering van de M7-rijtuigen werden ze echter nog langer ingezet.
In 2024 reden vanaf februari het dubbeldeks M7-BMx-motorrijtuig en M7-BDx-stuurrijtuig aan beide uiteinden van enkele stammen met enkeldeks M4-rijtuigen op treinreeksen 51xx - 74xx/84xx, zodat deze oudere rijtuigen nog kunnen blijven rijden zonder inzet van HLE18-locomotieven en M4-stuurrijtuigen. De NMBS plant deze treinen daarna homogeen M7-dubbeldeks te maken.

## Comfort
De gemoderniseerde M4 heeft als bijnaam het spiegelpaleis door de aanwezigheid van spiegels in het interieur. Die spiegels werden aangebracht om het veiligheidsgevoel van de reiziger te verbeteren. De M4 heeft geen airconditioning, wat het voor langere trajecten een minder geschikt rijtuig maakt.
Qua indeling zijn de 1e-klas-rijtuigen ook verschillend aan de 2de-klas-rijtuigen. Een 1ste-klas-rijtuig heeft smalle deuren aan zijn uiteinden. Een 2de-klasrijtuig daarentegen, heeft bredere deuren, en dit ter hoogte van 1/3 en 2/3 van de lengte van het rijtuig. Deze verschillende indeling zorgt binnenin bij een eersteklasrijtuig voor één grote ruimte per rijtuig, tegenover drie ruimtes bij een 2de-klasrijtuig. De rijtuigen met bagageruim beschikken maar over 1 paar deuren toegankelijk voor de reizigers aan beide kanten.
Enkele M4-rijtuigen van het type B7DK zijn uitgerust met een keukencompartiment (een elektrische bakplaat, boiler voor warm water, koelkast en spoelbak). Deze keukens werden gebruikt door het personeel dat de minibar verzorgde aan boord van langeafstandstreinen.

## Technische gegevens
- Aantal 1ste-klasrijtuigen: 50 (72 zitplaatsen)
- Aantal 2de-klasrijtuigen: 428 (104 zitplaatsen)
- Aantal 1ste-klasrijtuigen met bagageruim: 33 (56 zitplaatsen)
- Aantal 2de-klasrijtuigen met bagageruim: 35 (64 zitplaatsen)
- Aantal stuurrijtuigen met 1ste klas en bagageruim: 31 (48 zitplaatsen)
- Alle M4-stuurrijtuigen zijn uitgerust met het TBL 1+-beveiligingssysteem

### Stuurrijtuig
De stuurrijtuigen hebben geen ETCS en kunnen na de verplichting daarvan eind 2025 enkel nog als gewoon rijtuig meerijden.

## Foto's

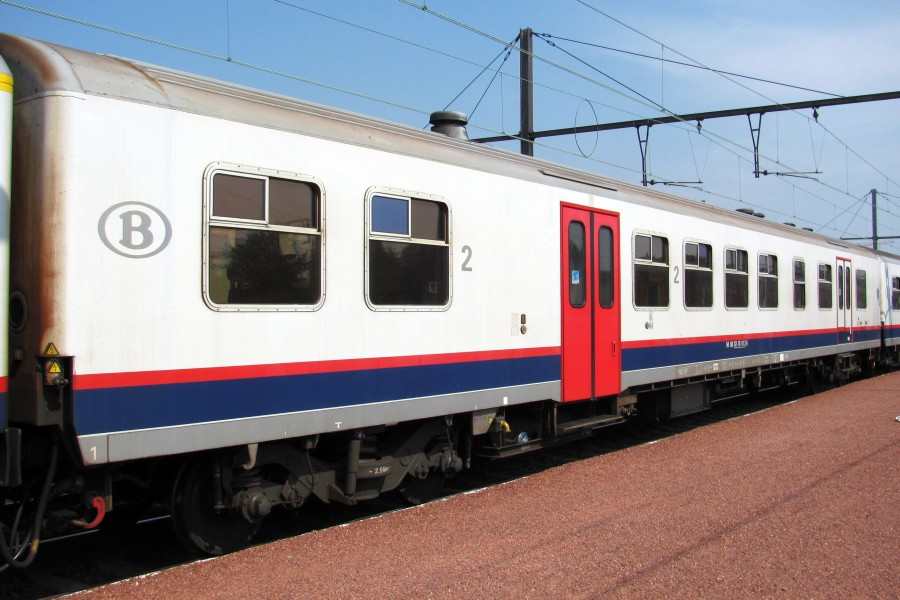
M4 2e klas rijtuig in Hasselt
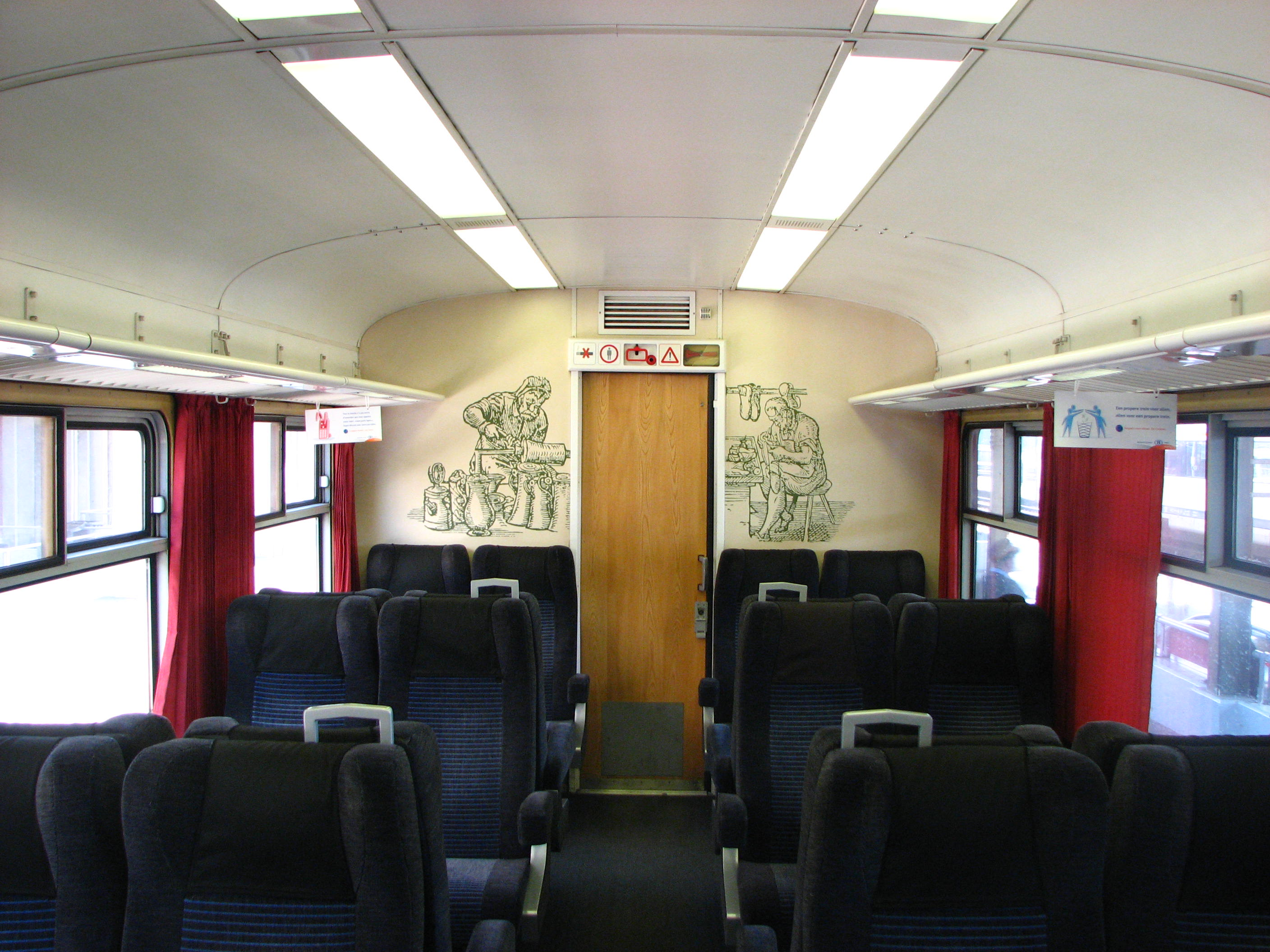
De eerste klasse van een M4-rijtuig
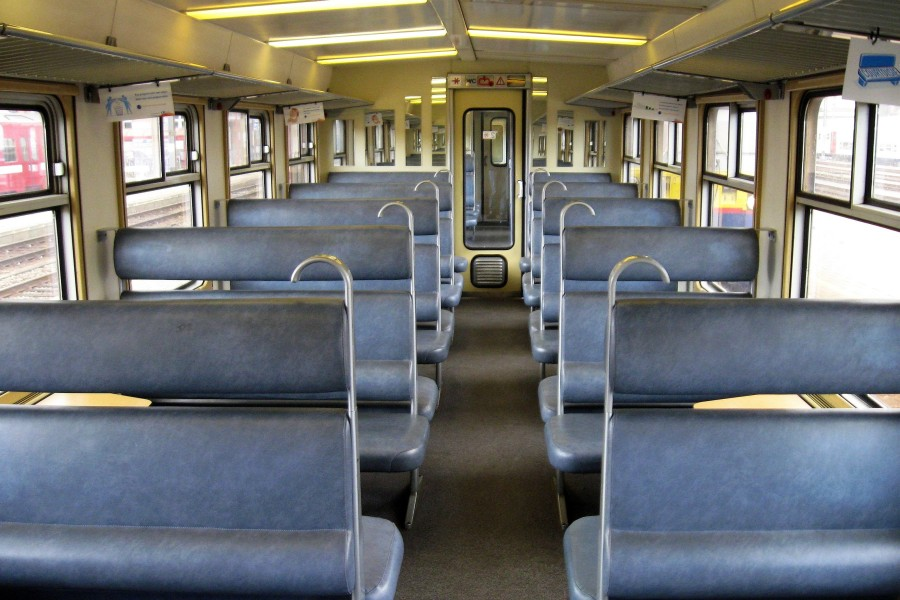
Tweede klasse van een M4-rijtuig
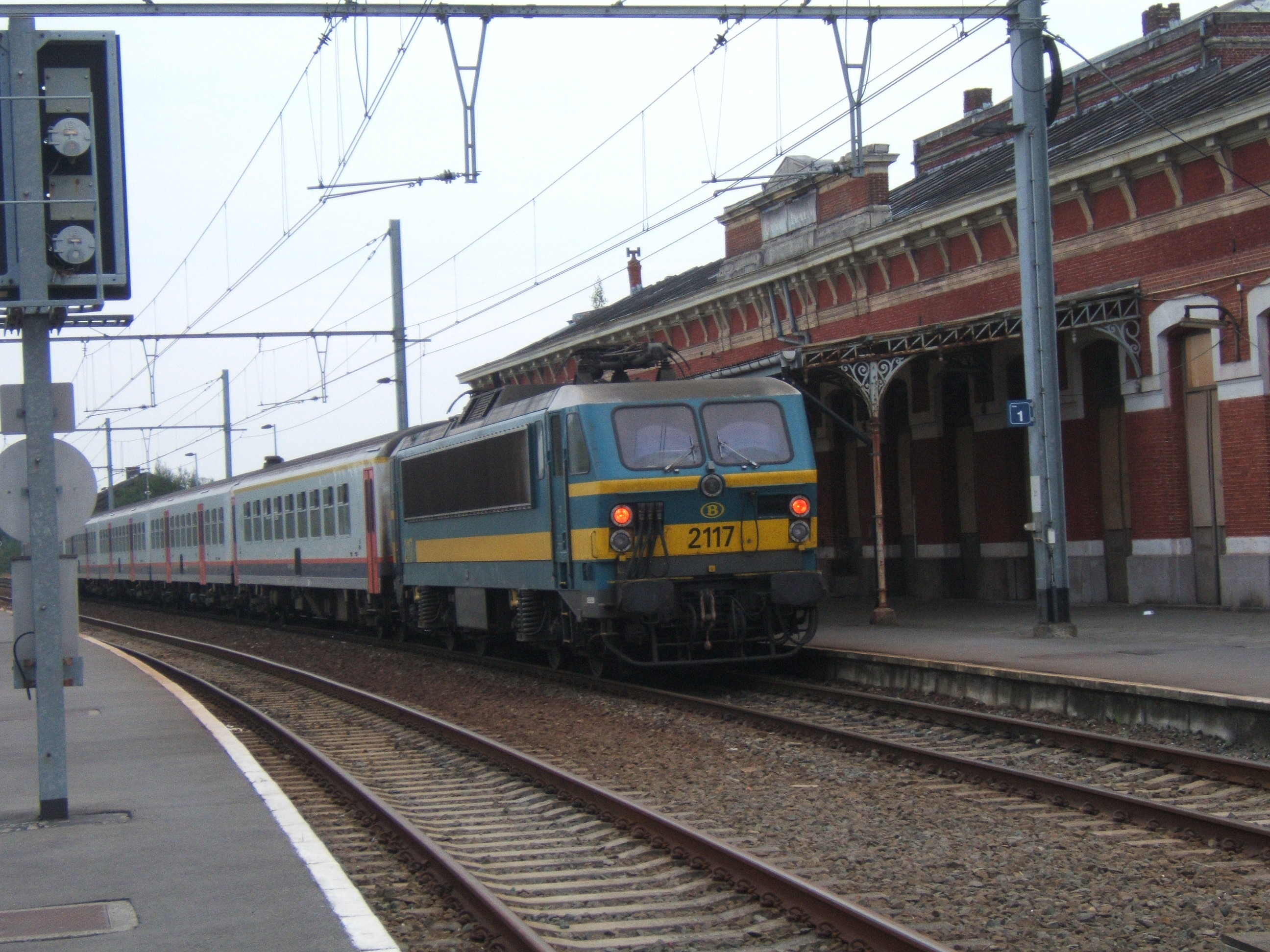
Een trein met een locomotief reeks 21 en M4-rijtuigen in Quiévrain
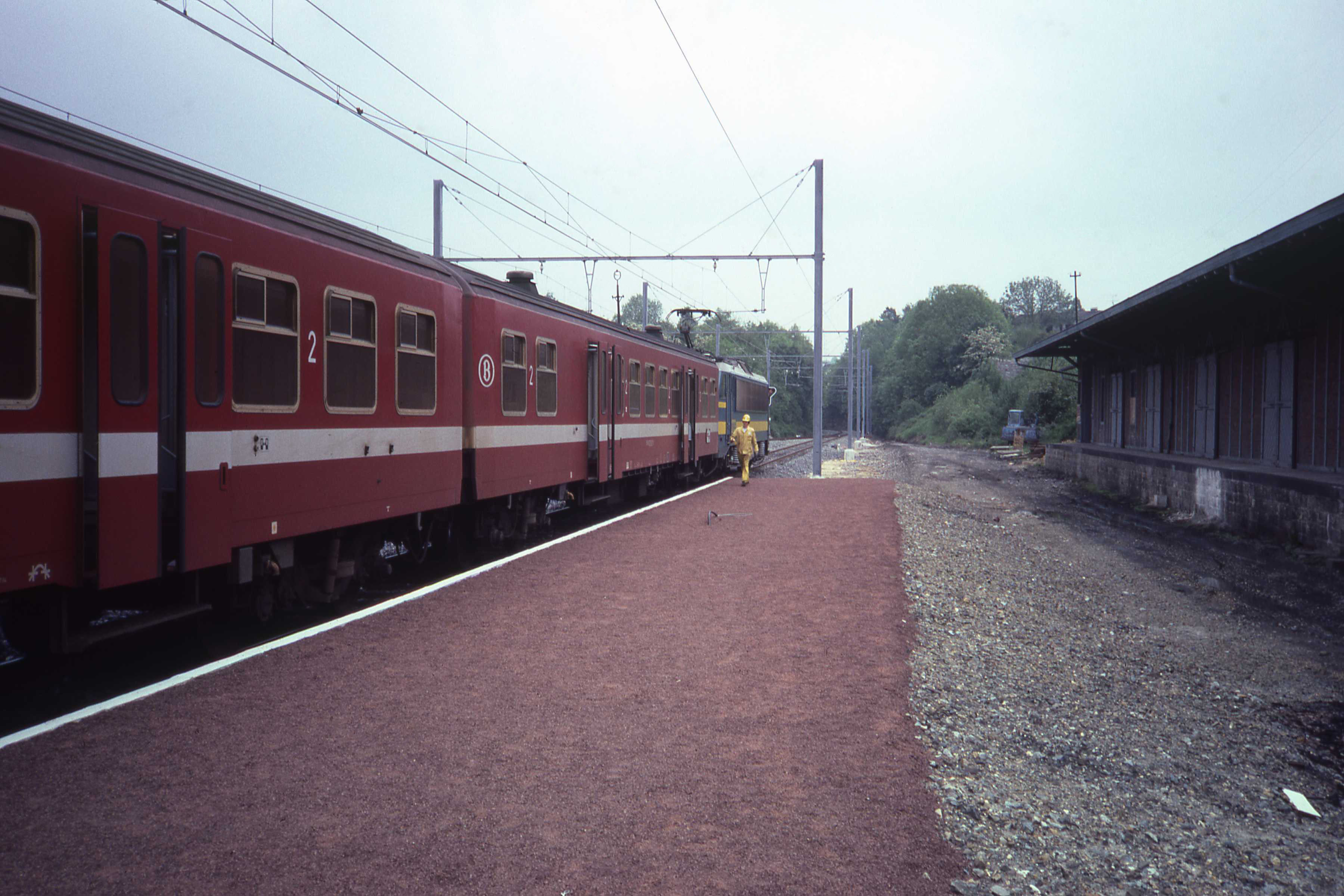
M4-rijtuigen in hun oorspronkelijke, bordeaux kleuren
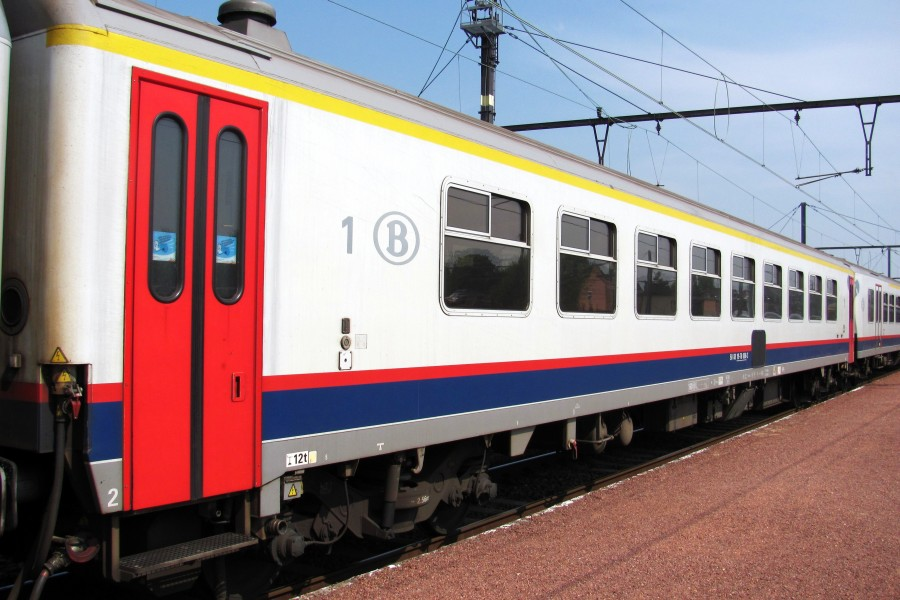
M4 1e klas rijtuig in Hasselt
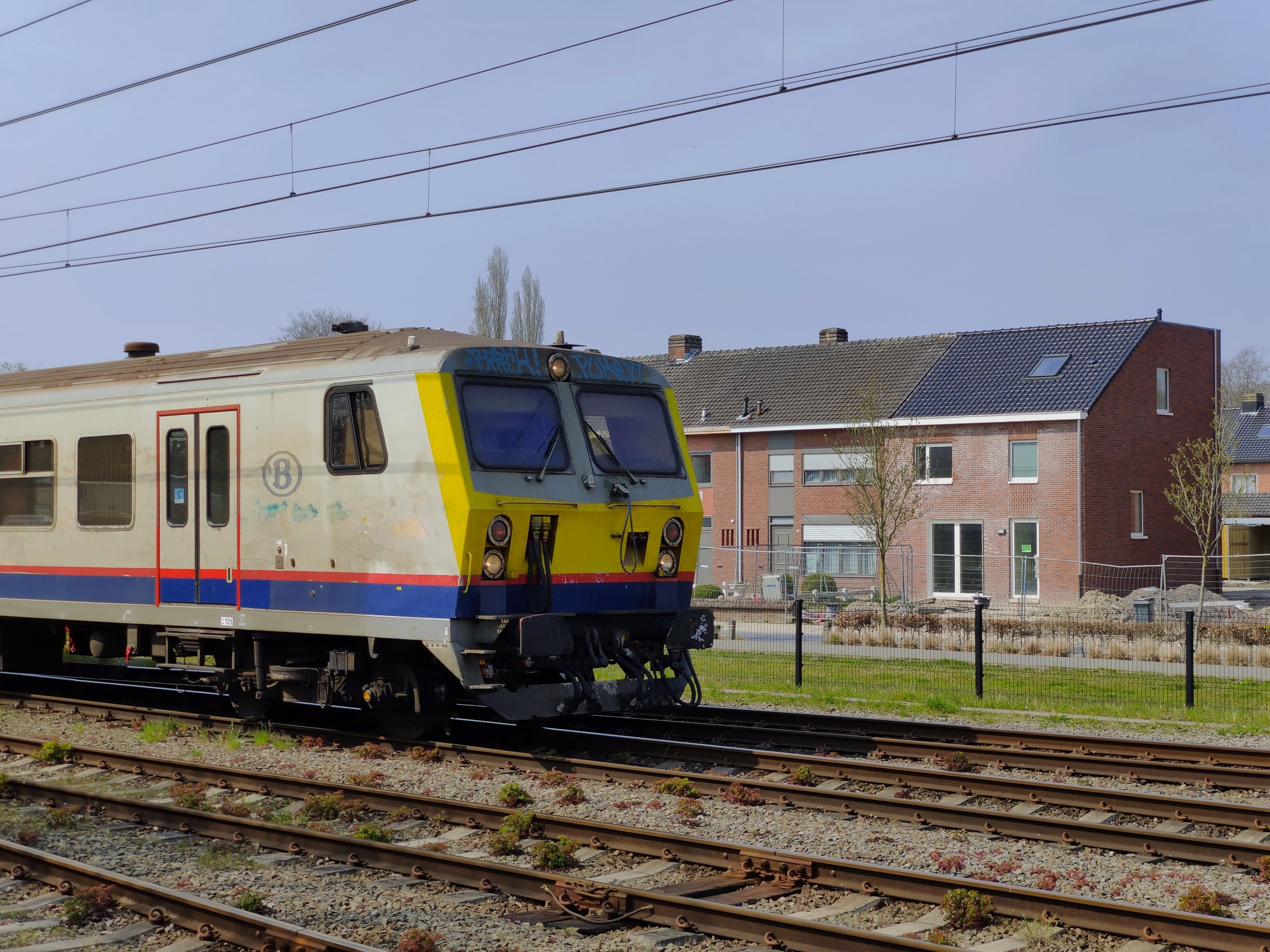
M4-stuurrijtuig in Turnhout
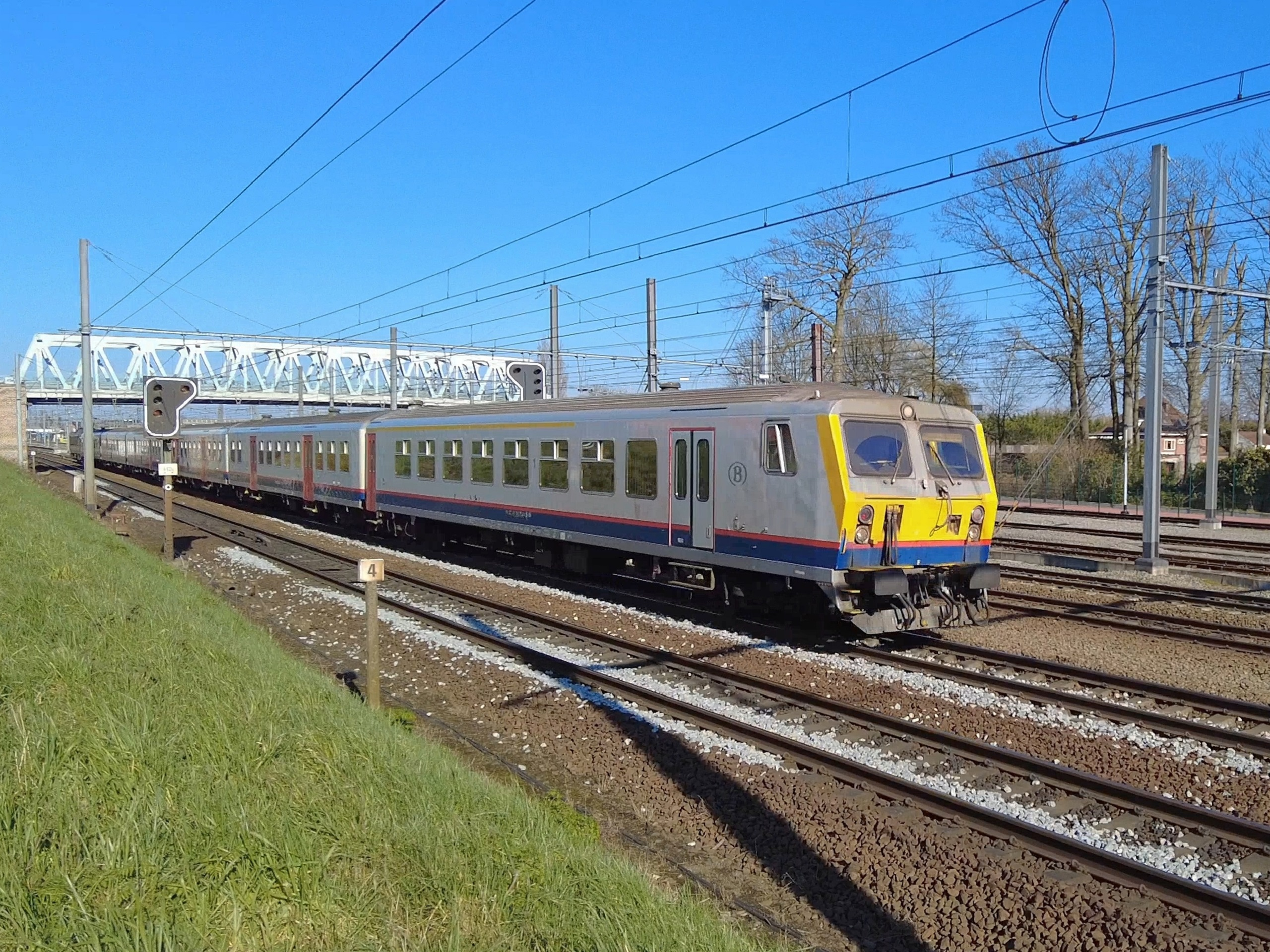
M4-stuurrijtuig in Merelbeke

## Trivia
- Rijtuig A51050 staat reeds enige jaren in de oorspronkelijke kleuren in een slooptoestand in Mechelen.[3]